# Projekt Orion

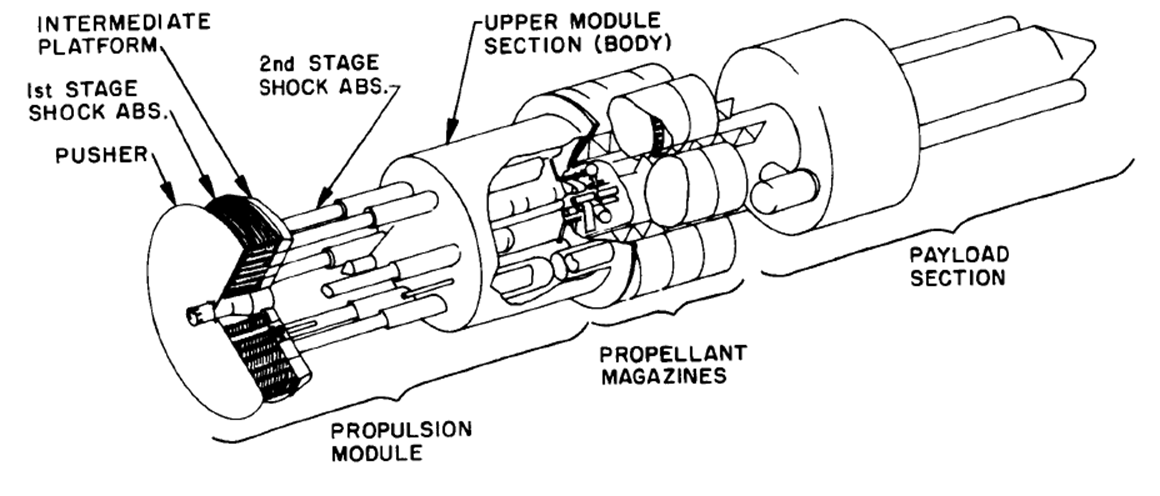
Skiss av design.

1947 föreslog Stanisław Ulam ett rymdskepp som drevs framåt av atombombs-explosioner.
Under 1950-talet började man studera idén mer ingående.
27 augusti 1957 fick man under provsprängningen "Pascal-B" sina teorier testade. En atombomb sänktes ner i ett gruvschakt som förseglades med en 10 cm tjock stålskiva. Chockvågen från atomexplosionen gav locket (som vägde ca 900 kg) en hastighet av 65 000 m/s (sex gånger flykthastigheten från jorden). Locket fångades på film av höghastighetskameror vilket gjorde att man kunde mäta hastigheten.